# Mẫn Hoài tần Khương thị
Mẫn Hoài tần Khương thị (tiếng Hàn: 민회빈 강씨; Hanja: 愍懷嬪 姜氏; 18 tháng 4 năm 1611 – 30 tháng 4 năm 1646), còn được biết đến với tước hiệu Chiêu Hiến Thế tử tần (tiếng Hàn: 소현세자빈; Hanja: 昭顯世子嬪), là chính thất của Chiêu Hiến Thế tử, trưởng nam của Triều Tiên Nhân Tổ và Nhân Liệt Vương hậu.

## Tiểu sử

### Thuở thiếu thời và hôn nhân
Khương tần sinh ngày 18 tháng 4 năm 1611, là con gái thứ hai và người con thứ sáu trong gia đình thuộc dòng họ Cẩm Xuyên Khang thị. Thân phụ của bà là Khang Thạc Cơ, một vị đại thần cấp cao trong triều đình, còn thân mẫu là phu nhân họ Thân thuộc danh tộc Cao Linh Thân thị (고령 신씨; 高靈 申氏).
Qua dòng bên ngoại, bà là hậu duệ đời thứ năm của đại thần Tân Thúc Trụ (Shin Suk-ju), đồng thời là cháu gái đời thứ sáu của Lâm Minh Đại quân, con trai của Triều Tiên Thế Tông và Chiêu Hiến Vương hậu. Ngoài ra, bà cũng là cháu đời thứ ba của Minh Thục Công chúa, con gái duy nhất của Chiêu Huệ Vương hậu (tức Nhân Túy Đại phi) và Ý Kính Thế tử (về sau truy phong là Đức Tông Đại vương).
Năm 1627, khi mới 16 tuổi, Khương thị được tuyển chọn vào cung và phong làm Thế tử tần.

### Biến loạn trong cung và cái chết bi thảm
Ngày 16 tháng 1 năm 1636, mẹ chồng của bà là Nhân Liệt Vương hậu qua đời tại Xương Khánh cung do bệnh hậu sản.
Tháng 12 cùng năm, khi xảy ra cuộc xâm lược của nhà Thanh vào Triều Tiên, Thế tử và Thế tử tần bị đưa sang làm con tin tại Thanh triều suốt 8 năm. Trong quãng thời gian lưu trú tại đó, bà đã hạ sinh 5 người con: 3 gái và 2 trai.
Sau khi hồi hương vào năm 1644, cả bà và Chiêu Hiển Thế tử đều phải chịu sự ghẻ lạnh của vua Nhân Tổ. Mẹ kế của Thế tử là Trang Liệt Vương hậu cũng rơi vào tình cảnh tương tự do sự mưu mô của Quý nhân Triệu thị, người đã khiến Nhân Tổ trở nên bất hòa với hậu cung và con trưởng, buộc bà phải dọn khỏi hoàng cung.
Sự lạnh nhạt đối với vợ chồng Thế tử phần lớn bắt nguồn từ việc triều đình lên án Chiêu Hiếm Thế tử là thân Thanh và có tư tưởng cải cách. Khi trở về nước, ông đã cố gắng đưa Công giáo và khoa học phương Tây vào Triều Tiên, điều mà vua cha xem là mối đe dọa nghiêm trọng.
Năm 1645, Chiêu Hiển Thế tử đột ngột qua đời trong cung không lâu sau khi trở về. Ông được phát hiện nằm chết trong phòng của vua cha với vết thương nặng ở đầu, máu chảy đầm đìa. Truyền thuyết cho rằng chính vua Nhân Tổ đã dùng nghiên mực, món quà mà Thế tử mang từ Trung Hoa về để sát hại con trai mình. Tuy nhiên, một số học giả nhận định ông có thể đã bị đầu độc, dựa trên việc cơ thể xuất hiện nhiều đốm đen lạ và nhanh chóng phân hủy sau khi chết.
Dù Thế tử tần và nhiều người khác cố gắng điều tra chân tướng, vua Nhân Tổ đã ra lệnh chôn cất gấp và hủy bỏ nhiều nghi lễ tang lễ truyền thống dành cho một Thế tử. Mộ phần của Thế tử hiện tọa lạc tại Goyang, tỉnh Gyeonggi, song vua Nhân Tổ chưa từng một lần tới viếng.
Không lâu sau, Nhân Tổ phong Phượng Lâm Đại quân (sau là Triều Tiên Hiếu Tông) làm Thế tử thay vì phong con trai trưởng của Chiêu Hiến là Khánh Thiện quân.
Lúc bấy giờ, Quý nhân Triệu thị vốn có hiềm khích với Thế tử tần đã tung tin thất thiệt rằng bà âm mưu đầu độc nhà vua. Không xét thực hư, Nhân Tổ liền hạ chỉ xử tử bà bằng độc dược với tội danh đại nghịch.

### Hậu sự và bi kịch gia tộc
Bi kịch không dừng lại ở đó. Sau cái chết của bà, mẹ ruột và bốn người anh em trai đều bị đánh chết. Ba người con trai nhỏ bị đày ra đảo Jeju, trong đó hai người chết nơi đất khách. Quý nhân Triệu thị, kẻ bị coi là nguyên nhân dẫn đến cái chết của cả Thế tử và Thế tử tần, sau này cũng phải chịu sự trừng phạt của lịch sử.
Thế tử tần được truy phong thụy hiệu Mẫn Hoài (愍懷), mang ý nghĩa "oán hận và thương tiếc" để tưởng nhớ đến số phận oan nghiệt và tấm lòng trung hậu của bà.
Người con trai út của bà, Cung An quân, may mắn sống sót trở về đất liền và qua đời khi mới 21 tuổi. Trong số các con gái, người con út là Kính Thuận Quận chúa sống đến tuổi 54, là người con sống thọ nhất của bà.